# Dietlibc
dietlibc，一種輕量化的C標準函式庫。它是自由軟體，由菲力·馮·勒特那（Felix von Leitner）所開發，以GNU 通用公共授權條款第二版公開發行。它的設計目標，是作出一個盡可能小的C標準函式庫，因此它並沒有完全實作出所有glibc的函式，只保留了最重要以及最常用的部份。因為它的精簡特性，經常在嵌入式系統中被使用。